# Système d'information en ligne
Le système d’information en ligne, couramment désigné par le sigle SIEL est le nom donné au Système d'aide à l'exploitation et à l'information voyageurs des transports parisiens. C'est un ensemble de matériels permettant d'informer les voyageurs d'une ligne ou d'un réseau de transport en commun, généralement sur les lieux d'attente, ou à l'intérieur même des modules de transport. Les informations concernent principalement les heures de passage aux points d'arrêt, et éventuellement des événements en rapport avec le réseau de transport (par exemple : accident, grève).
Derrière l'appellation généraliste SIEL, trois systèmes distincts sont utilisés :
- SIEL dans le réseau RER d'Île-de-France :
Le système SIEL équipe les gares de la Régie autonome des transports parisiens (RATP) situées sur les lignes A et B du réseau express régional d'Île-de-France. Il n'est pas à confondre avec le système similaire utilisé dans les gares SNCF, dénommé Infogare.
- SIEL dans le métro de Paris :
La RATP emploie un tel système, désigné par le sigle SIEL dans le métro de Paris.
- SIEL sur le réseau de bus de la RATP :
SIEL est présent en 2010 sur près de 250 lignes[2] de bus et sur plusieurs lignes de tramways de Paris et d'Île-de-France.

Matériels de différents types
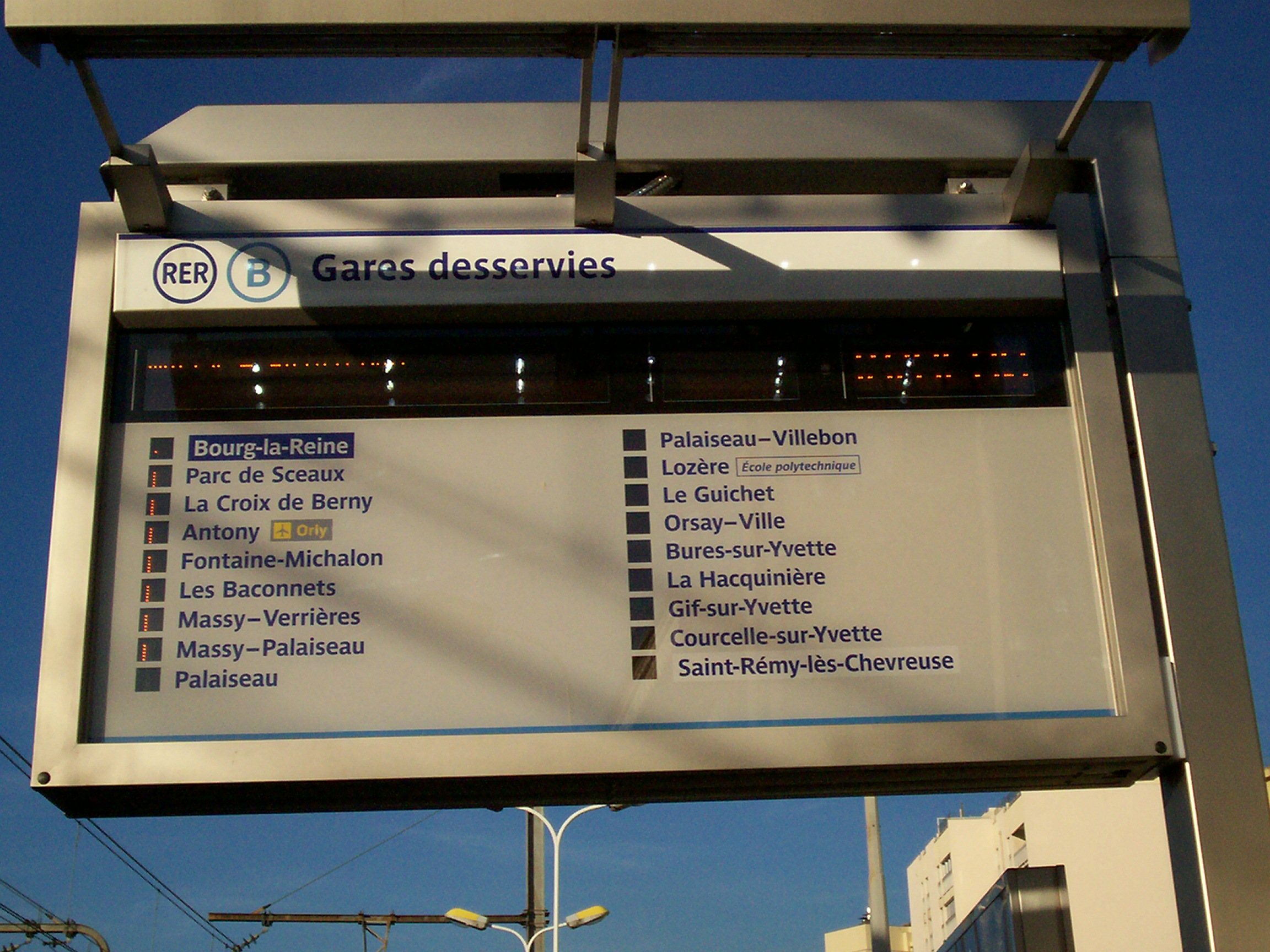
Exemple de panneau annonçant la direction et les arrêts desservis par les trains du RER B en gare de Bourg-la-Reine
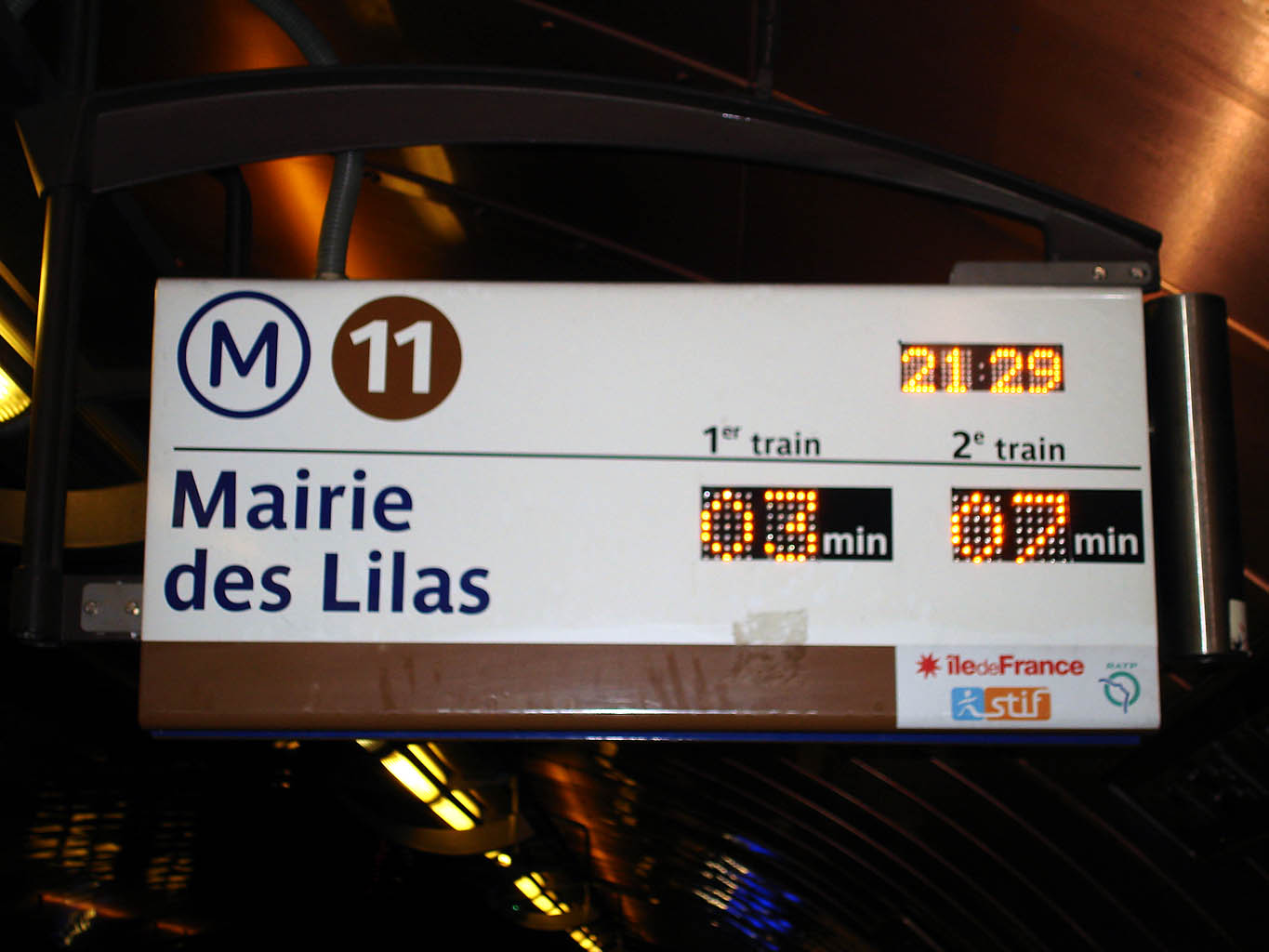
Exemple d'écran SIEL du métro
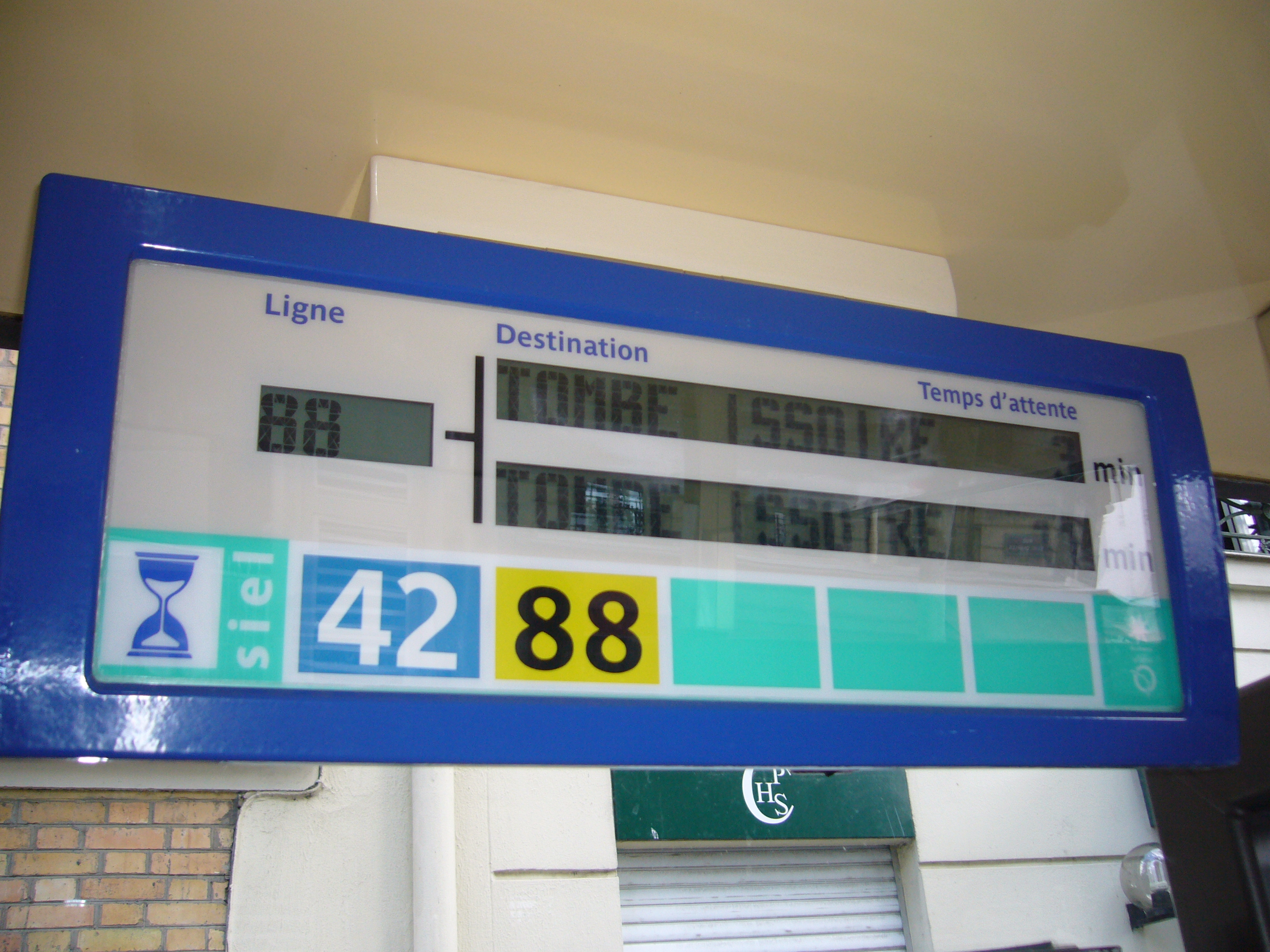
Exemple d'écran SIEL aux points d'arrêts des lignes de bus RATP
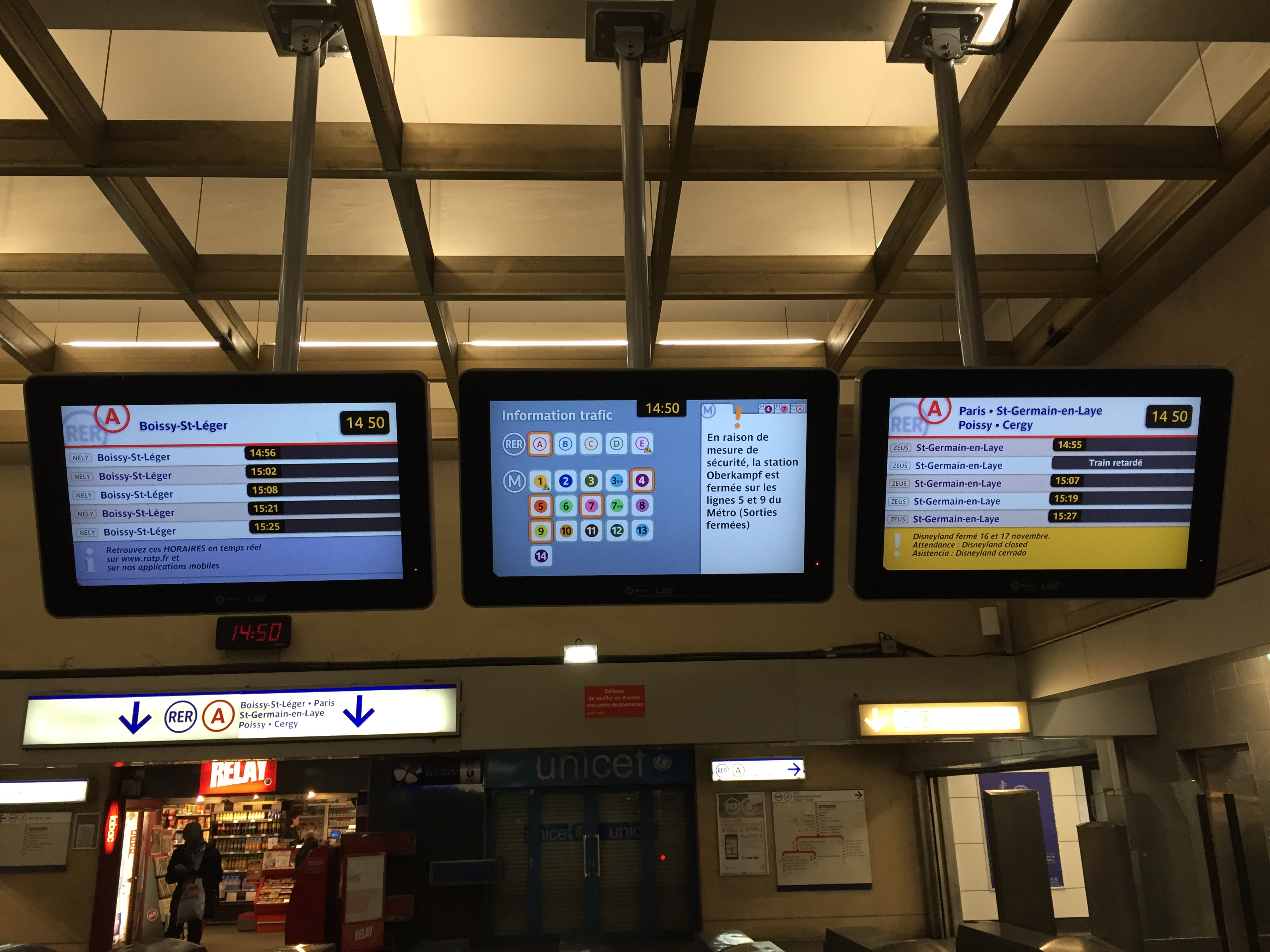
Exemples d'écrans SIEL indiquant diverses informations sur le trafic en gare de Nogent-sur-Marne